# Hoàng Tứ Duy
Hoàng Tứ Duy (còn gọi là Duy "Dan" Hoang) là nhà hoạt động dân chủ người Mỹ gốc Việt. Ông hiện là Tổng Bí thư Việt Tân, một tổ chức chính trị không được thừa nhận ở Việt Nam. Trước khi trở thành nhà hoạt động dân chủ toàn thời gian, ông từng làm nhân viên ngân hàng đầu tư hơn 10 năm. Ông đã ra điều trần trước các ủy ban của Quốc hội Mỹ về vấn đề nhân quyền và viết bài cho tờ Wall Street Journal, Asia Times Online và các ấn phẩm tiếng Việt hàng đầu. Ông hiện đang sinh sống tại thủ đô Washington, D.C., Hoa Kỳ.

## Thân thế và sự nghiệp
Quê quán Sài Gòn, ông rời khỏi Việt Nam vào tháng 4 năm 1975 khi mới lên ba tuổi. Ông lấy bằng Cử nhân từ Đại học California tại Davis và bằng MBA của Đại học Chicago.
Ông từng là giám đốc tài chính chính của Tập đoàn Tài chính Quốc tế (IFC), chi nhánh khu vực tư nhân thuộc Ngân hàng Thế giới chịu trách nhiệm về các chương trình tài trợ bằng nội tệ của IFC ở châu Á và Đông Âu. Ông được tuyển mộ làm người đứng đầu các hoạt động ngân hàng đầu tư của Deutsche Bank tại Việt Nam vào năm 2007. Tuy vậy, chính quyền Việt Nam đã từ chối cho phép ông nhập cảnh. Ông có kinh nghiệm lâu năm trong việc tổ chức cho cộng đồng người Việt, tích cực đảm nhiệm vai trò thành viên hội đồng quản trị và người tổ chức.
Ông là người đồng sáng lập và cựu Đồng Chủ tịch Quốc gia của Gala Quốc gia người Mỹ gốc Việt (Vietnamese American National Gala, VANG), một lễ kỷ niệm quốc gia hàng năm về di sản và niềm tự hào của người Việt. Ông còn là người đồng sáng lập ra VOICE, một tổ chức phi lợi nhuận tập trung vào việc vận động bảo vệ dân tị nạn Việt Nam, cũng như giải quyết các vấn đề khác mà lương tâm cộng đồng người Việt đang phải đối mặt.
Ông cũng phục vụ trong Ủy ban Công vụ người Mỹ gốc Việt (VPAC), một tổ chức cấp cơ sở nhằm trao quyền cho người Mỹ gốc Việt thông qua sự tham gia của công dân. Với tư cách là thành viên VPAC, ông đã điều trần trước Ủy ban Cách thức và Phương tiện Hạ viện về quan hệ thương mại Mỹ-Việt.

## Hoạt động ủng hộ dân chủ
Hoàng Tứ Duy quyết định bỏ nghề nhân viên ngân hàng đầu tư để gia nhập Việt Tân toàn thời gian vào năm 2007. Ông là thành viên ban lãnh đạo tổ chức này từ năm 2001, hiện giữ chức vụ người phát ngôn. Ông cũng tích cực nâng cao nhận thức về sự nguy hiểm của việc khai thác bauxite ở Tây Nguyên tại Việt Nam. Ông đã ra điều trần trước các ủy ban của Quốc hội Mỹ về vấn đề nhân quyền, kêu gọi cộng đồng quốc tế ủng hộ cải cách dân chủ ở Việt Nam.
Khi số lượng người dùng Internet đạt đến mức đáng kể ở Việt Nam, Việt Tân đã phát động Chiến dịch Tự do Internet, khiến ông thẳng thắn lên tiếng ủng hộ cư dân mạng Việt Nam được quyền tiếp cận mạng Internet. Ông đã ra điều trần trước một cuộc họp báo của Quốc hội về Tự do Internet ở Việt Nam và phát biểu tại các hội nghị về chiến lược thúc đẩy khả năng tiếp cận này.

## Ấn phẩm
- May Vietnam Follow South Africa Lưu trữ ngày 17 tháng 10 năm 2015 tại Wayback Machine, Chicago Tribune, May 20, 1994.
- A Damaged Brand, Wall Street Journal, November 15, 2007.
- South China Seizure, Wall Street Journal, February 6, 2008.
- Uncomfortable anniversary in Vietnam, Asia Times Online, September 10, 2008.
- Mr. Obama, Set Vietnam Free, Wall Street Journal, January 30, 2009.
- Vietnam bauxite plan opens pit of concern, Asia Times Online, March 17, 2009.
- China rift opens in Vietnam, Asia Times Online, January 14, 2009.
- Vietnam teeters towards a currency crisis, Asia Times Online, September 22, 2009.
- Hanoi’s Problems Run Deeper Than The Dong, Wall Street Journal, February 11, 2010.
- A Rights Agenda for Vietnam, Wall Street Journal, July 20, 2010.
- A sinking ship in Vietnam, Asia Times Online, April 6, 2012.
- Vietnam to target social media, The Diplomat, April 25, 2012.
- Rights before weapons for Vietnam, Asia Times Online, August 20, 2014.